# Dangerous (canción de David Guetta)
«Dangerous» —literalmente en español: «Peligroso»— es una canción realizada por el disc jockey y productor francés David Guetta, con la colaboración del cantante estadounidense Sam Martin. Se lanzó el 7 de octubre de 2014, como el segundo sencillo del sexto álbum de estudio de Guetta, Listen. La canción fue compuesta por Guetta, Giorgio Tuinfort, Martin, Jason Evigan, y Lindy Robbins, mientras que en la producción estuvieron involucrados Guetta, Martin y Evigan.
Consigue colocar su tercer sencillo en la máxima posición en su país natal, Francia. No lograba liderar en este territorio desde marzo de 2011 cuando «Sweat» alcanzó el número uno. Además logró liderar en al menos diez listas musicales, entre ellas se encuentran Alemania, Austria, Israel, Noruega, Suiza y España entre otros.
Una versión remezclada titulada «Dangerous Pt. 2» acompañada por las voces de Chris Brown y Trey Songz. Inicialmente estuvo disponible en SoundCloud y a partir del 19 de diciembre de 2014 se lanzó en los Estados Unidos mediante iTunes.
Este sencillo se ha colocado dentro de los primeros 5 lugares del ranking Top latin songs - Inglés México de monitorLATINO por 12 semanas seguidas, consolidando un éxito más en su vida puesto que no es fácil entrar en estas listas.

## Video musical
El video musical está dirigido por Jonas Åkerlund. En él muestra a Guetta batiéndose a duelo con el actor James Purefoy en una carrera de Fórmula 1. El piloto francés Romain Grosjean hace un cameo al final del vídeo en el podio junto a Guetta y Purefoy.
El monoplaza usado por David Guetta en el video, es el usado por el corredor venezolano Pastor Maldonado, de allí que en el auto y en su braga aparezcan las siglas de PDVSA (petrolera estatal de Venezuela) ya que esta era la patrocinadora oficial de la escudería.

## Lista de canciones
| Descarga digital — sencillo |                          |          |  |
| N.º                         | Título                   | Duración |  |
| 1.                          | «Dangerous» (Radio edit) | 3:23     |  |

| Descarga digital — Remixes EP |                                                               |          |  |
| N.º                           | Título                                                        | Duración |  |
| 1.                            | «Dangerous» (Robin Schulz remix)                              | 5:06     |  |
| 2.                            | «Dangerous» (David Guetta Banging Remix)                      | 6:07     |  |
| 3.                            | «Dangerous» (Steve Aoki Remix)                                | 4:37     |  |
| 4.                            | «Dangerous» (Higher Self Remix)                               | 4:30     |  |
| 5.                            | «Dangerous» (Kevin & Dantiez Saunderson Deep Detroit Dub Mix) | 6:19     |  |
| 6.                            | «Dangerous» (Kevin Saunderson Inner City Remix)               | 6:27     |  |

| Descarga digital — Dangerous, Pt. 2 |                                                               |          |  |
| N.º                                 | Título                                                        | Duración |  |
| 1.                                  | «Dangerous, Pt. 2» (con Trey Songz, Chris Brown y Sam Martin) | 3:33     |  |

## Posicionamiento en listas y certificaciones
| Lista (2014–2015)                         | Mejor posición |
| ----------------------------------------- | -------------- |
| Alemania (Offizielle Deutsche Charts)     | 1              |
| Australia (ARIA)                          | 7              |
| Austria (Ö3 Austria Top 40)               | 1              |
| Bélgica (Flandes) (Ultratop 50)           | 4              |
| Bélgica (Valonia) (Ultratop 50)           | 1              |
| Canadá (Hot 100)                          | 18             |
| Corea del Sur (GAON International Chart)  | 35             |
| Dinamarca (Tracklisten)                   | 6              |
| Escocia (Scottish Singles Top 40)         | 4              |
| Eslovaquia (Singles Digitál Top 100)      | 1              |
| España (Top 100 Canciones)                | 1              |
| Estados Unidos (Billboard Hot 100)        | 56             |
| Estados Unidos (Pop Songs)                | 23             |
| Estados Unidos (Hot Dance Club Songs)     | 15             |
| Estados Unidos (Dance/Electronic Songs)   | 6              |
| Euro Digital Songs                        | 1              |
| Finlandia (OFC)                           | 1              |
| Francia (SNEP)                            | 1              |
| Grecia (Greece Digital Songs)             | 1              |
| Hungría (Single Top 40)                   | 3              |
| Irlanda (IRMA)                            | 7              |
| Israel (Media Forest)                     | 1              |
| Italia (FIMI)                             | 4              |
| Japón (Japan Hot 100)                     | 79             |
| México (Billboard Mexican Airplay)        | 4              |
| México (monitorLATINO)                    | 3              |
| Noruega (VG-lista)                        | 1              |
| Nueva Zelanda (Recorded Music NZ)         | 26             |
| Países Bajos (Dutch Top 40)               | 2              |
| Polonia (Polish Airplay Top 20)           | 1              |
| Portugal (Portugal Digital Songs)         | 2              |
| Reino Unido (UK Singles Chart)            | 5              |
| Reino Unido (UK Dance Chart)              | 2              |
| República Checa (Singles Digitál Top 100) | 4              |
| Suecia (Sverigetopplistan)                | 5              |
| Suiza (Schweizer Hitparade)               | 1              |

| País           | Lista (2014)                     | Posición | Ref.   |
| -------------- | -------------------------------- | -------- | ------ |
| Alemania       | Media Control Charts             | 26       | [ 43 ] |
| Australia      | ARIA Singles Chart               | 81       | [ 44 ] |
| Austria        | Austrian Singles Chart           | 51       | [ 45 ] |
| Bélgica        | Ultratop flamenca                | 92       | [ 46 ] |
| Bélgica        | Ultratop valona                  | 55       | [ 47 ] |
| España         | PROMUSICAE                       | 32       | [ 48 ] |
| Estados Unidos | Billboard Dance/Electronic Songs | 39       | [ 49 ] |
| Francia        | SNEP Charts                      | 20       | [ 50 ] |
| Israel         | Media Forest                     | 20       | [ 51 ] |
| Países Bajos   | Nederlandse Top 40               | 53       | [ 52 ] |
| Suecia         | Sverigetopplistan                | 78       | [ 53 ] |
| Suiza          | Schweizer Hitparade              | 44       | [ 54 ] |

### Certificaciones
| País          | Organismo certificador | Certificación | Simbolización | Ventas  | Ref.   |
| ------------- | ---------------------- | ------------- | ------------- | ------- | ------ |
| Alemania      | BVMI                   | Oro           | ●             | 200 000 | [ 55 ] |
| Australia     | ARIA                   | Platino       | ▲             | 70 000  | [ 56 ] |
| Austria       | IFPI Austria           | Oro           | ●             | 15 000  | [ 57 ] |
| Bélgica       | BEA                    | Oro           | ●             | 15 000  | [ 58 ] |
| Canadá        | Music Canada           | Platino       | ▲             | 80 000  | [ 59 ] |
| Dinamarca     | IFPI Dinamarca         | Platino       | ▲             | 30 000  | [ 60 ] |
| Italia        | FIMI                   | 2× Platino    | 2▲            | 60 000  | [ 61 ] |
| Nueva Zelanda | RMNZ                   | Oro           | ●             | 7 500   | [ 62 ] |
| Reino Unido   | BPI                    | Plata         | ♦             | 200 000 | [ 63 ] |
| Suiza         | IFPI (Suiza)           | Platino       | ▲             | 30 000  | [ 64 ] |

### Sucesión en listas
| Anterior: «Prayer in C» de Lilly Wood & Robin Schulz «Chandelier» de Sia                               | SNEP Top Singles — Sencillo N.º 1 12 de octubre de 2014 — 18 de octubre de 2014 16 de noviembre de 2014 — 20 de diciembre de 2014    | Siguiente: «Prayer in C» de Lilly Wood & Robin Schulz «Uptown Funk» de Mark Ronson con Bruno Mars |
| Anterior: «Prayer in C» de Lilly Wood & Robin Schulz                                                   | Ultratop 50 valona — Sencillo N.º 1 1 de noviembre de 2014 — 19 de diciembre de 2014                                                 | Siguiente: «Alone» de Selah Sue                                                                   |
| Anterior: «Beibi» de Haloo Helsinki!                                                                   | The Official Finnish Charts — Sencillo N.º 1 43.ª semana de 2014                                                                     | Siguiente: «Sori» de Paula Vesala                                                                 |
| Anterior: «All About That Bass» de Meghan Trainor «Do They Know It's Christmas? (2014)» de Band Aid 30 | Media Control Charts — Sencillo N.º 1 24 de noviembre de 2014 — 7 de diciembre de 2014 22 de diciembre de 2014 — 18 de enero de 2015 | Siguiente: «Do They Know It's Christmas? (2014)» de Band Aid 30 «Walk» de Kwabs                   |
| Anterior: «Do They Know It's Christmas? (2014)» de Band Aid 30                                         | Top 50 Canciones — Sencillo N.º 1 24 de noviembre de 2014 — 8 de diciembre de 2014                                                   | Siguiente: «All About That Bass» de Meghan Trainor                                                |